# AMPS
Advanced Mobile Phone System (AMPS) este un standard de telefonie mobilă terestra analogică dezvoltat de Bell Labs

## Benzi frecvențe
AMPS opera in benzile de fregvențe de 850 MHz